# Hans im Glück (favola)

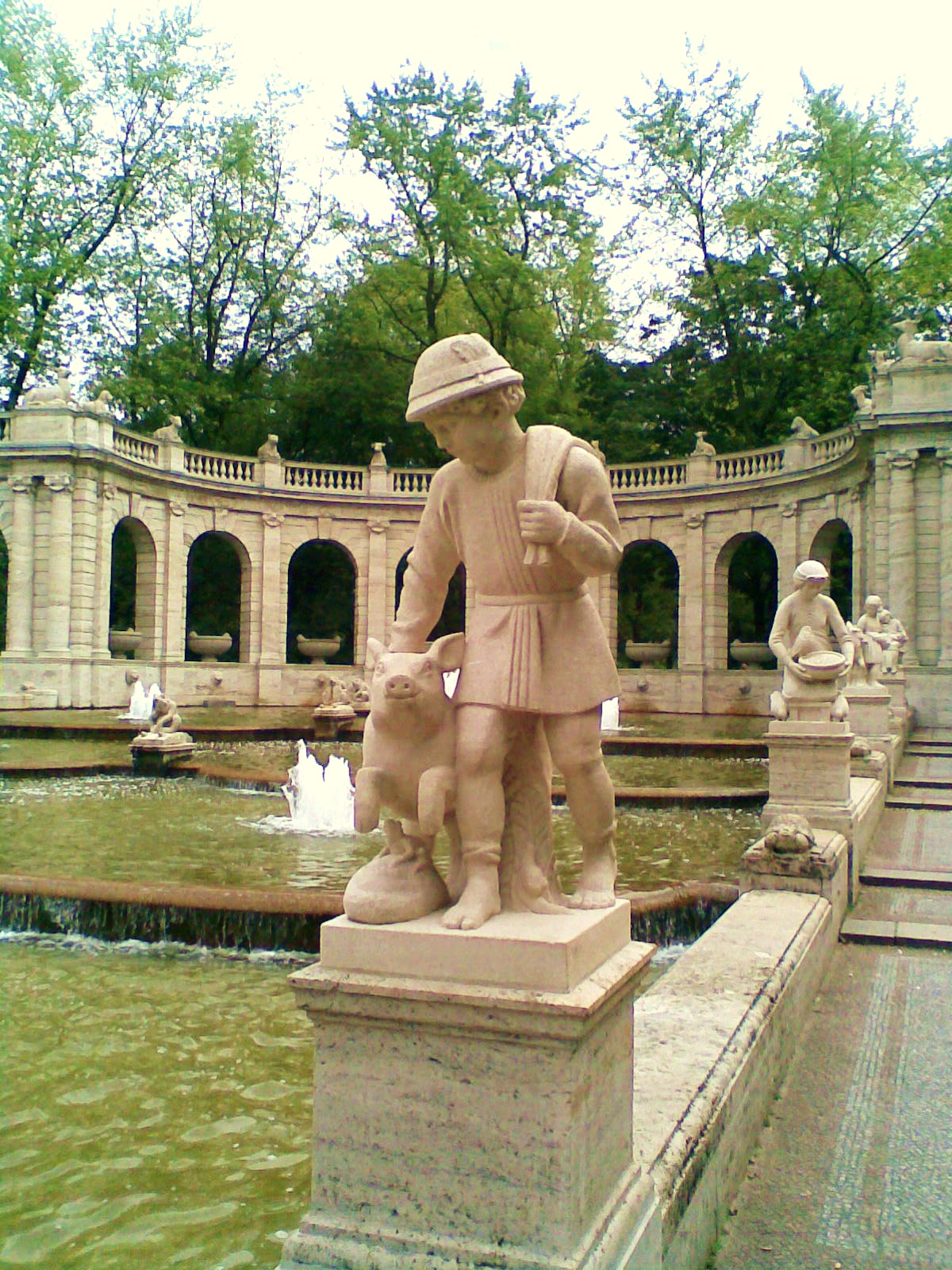
Monumento di Ignatius Taschner nel Volkspark Friedrichshain a Berlino

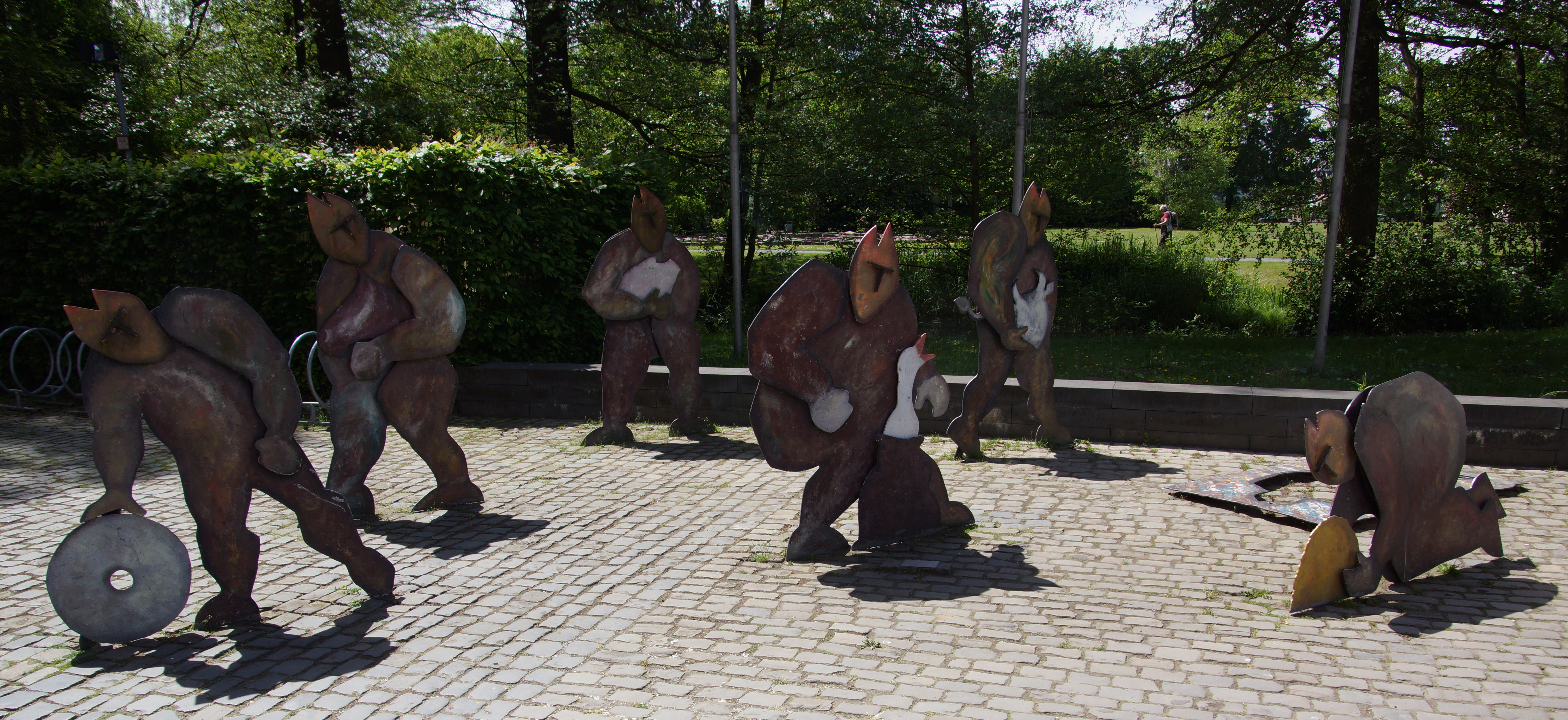
Gruppo scultoreo di Tor Michael Sönksen nel borgo di Wissem a Troisdorf-Mitte.

Hans im Glück (La fortuna di Hans, titolo italiano) è una storiella (Indice Aarne-Thompson 1415) della raccolta delle Le fiabe del focolare dei Fratelli Grimm dalla 2ª edizione del 1819, che ha origine dalla rivista Wünschelruthe, ove fu pubblicata nel 1818 da August Wernicke. Ludwig Bechstein la rilevò nella sua raccolta Deutsches Märchenbuch (Libro di fiabe tedesche), come Hans im Glücke (1845 Nr. 24, 1853 Nr. 22).

## Trama
Hans riceve come premio per i suoi sette anni di lavoro una pepita d'oro grossa come la testa di un uomo. Egli la scambia con un cavallo, quindi scambia il cavallo con una mucca, la mucca con un maiale, il maiale con un'oca, e quindi cede l'oca per una mola insieme a una semplice grossa pietra. Egli crede di aver ogni volta fatto un buon affare. Di scambio in scambio egli trova sulla sua strada apparentemente minori difficoltà. Per ultimo, quando desidera bere, le due grosse pietre cadono in una fontana. Infine egli è lieto di non dover più portare le pesanti pietre.
(Edizione dei Fratelli Grimm)

## Stile
I discorsi, con i quali qui ognuno cerca di convincere Hans e che sono ogni volta un realistico canto di lode sui decantati beni di tutti i giorni, sono sempre un divertimento per il lettore.
Hans im Glück è una delle favole della raccolta dei Fratelli Grimm, che non inizia con il tradizionale «C'era una volta…». Al contrario di quanto si pensa, solo il 41 % di tutte le favole dei Grimm cominciano con «C'era una volta…» o con una espressione dialettale equivalente.

## Interpretazioni
La favola si presta a numerose interpretazioni popolari, quali: «Solo la semplicità trova la fortuna» oppure «La libertà val più dei beni e del denaro» o anche Mundus vult decipi. Artisticamente ciò deve essere considerato come un punto di forza.
Secondo Viktor Zielen il comportamento di Hans contraddice ogni logica e convenzione. La sua facilità nei rapporti con gli altri è in contrasto con le conseguenze della sua via verso la Grande Madre, che è la tomba. Al suo ambito simbolico appartengono anche i suoi animali.
Wolfdietrich Siegmund sostiene, che Hans im Glück mette in guardia di fronte alle sospette attività di scambio della vita, ma nello stesso tempo incoraggia, a trasformare le dolorose sorprese in confortanti certezze del significato del destino. Wilhelm Salber fa notare, che la favola invita al ritorno. Siegfried Stadler propone ironicamente un significato marxistico.
Il filosofo Ludwig Marcuse ha scritto su Hans im Glück: 
((DE)  Ludwig Marcuse: Philosophie des Glücks. S. 45, Diogenes, Zürich, 1972, ISBN 3-257-20021-8.)
Nell'interpretazione della teoria motivazionale da un punto di vista del management, Hans è un «…interessato materialista edonistico e uno svogliato economista della fortuna». Interpretazioni da varie discipline (filosofia, filologia, psicologia del profondo, politologia, economia) vengono messe in evidenza in ogni testo.

## Rielaborazioni
Lo scrittore danese Henrik Pontoppidan rielabora tragicamente il motivo nel suo romanzo Hans im Glück (1898–1904, dt. 1906).
Oleg Konstantinovič Popov presenta nel suo ruolo di clown paralleli con Hans im Glück. Nella parodia di Janosch Hans vede tutto positivo, ad esempio quando riceve in cambio del maiale solo un'oca, che lo pianta in asso, come se egli perdesse una gamba in guerra («due gambe perse è peggio») e la moglie lo lascia.

## Cinema
- Hans im Glück, film di Robert Herlth e Walter Röhrig con Rudolf Biebrach, Lola Chlud, Erich Dunskus, Käthe Haack, Georgia Holl, Erwin Linder, Rudolf Platte, Eugen Re, Oskar Sima ed Elsa Wagner (1936).
- Hans im Glück, film musicale di Peter Hamel, con Gunnar Möller, Erich Ponto, Gertrud Kückelmann, Werner Lieven, Beppo Brem e Rudolf Vogel (1949)
- Hans im Glück, film TV degli Augsburger Puppenkiste, 1956
- Hans im Glück, titolo preso in prestito da Wolfgang Petersen per un film TV su un giovane uomo che nonostante grandi piani e un'ostentatamente offensiva sicurezza di sé, alla fine fallisce sia negli affari che in privato. Il protagonista è interpretato da Jürgen Prochnow, altri attori erano Peter Schiff, Sigrid Lagemann e Andreas Hanft (1976)
- Hans im Glück, di Rolf Losansky con Andreas Bieber, Marlene Marlow e con i comici Karl Dall e Kalle Pohl (1999)
- Hans im Glück – Tauschrausch im Märchenwald, film TV nel quadro di un episodio della serie televisiva ProSieben Märchenstunde, con Christian Ulmen, Ingo Appelt, Nora Tschirner e Joseph Hannesschläger (2006)
- Hans im Glück, cortometraggio di 19 minuti diretto da Peter Hümmeler; nato come film di studenti nel quarto trimestre della Internationalen Filmschule di Colonia), che ha concorso anche nel Festival del cortometraggio di Landshut (2008)

## Musica
- Il compositore e librettista Roland Zoss ha musicato nel 2004 Hans im Glück nello Schweizer Mundart-Märchenserie Liedermärli

## Influenze
Una catena di ristoranti fast food e una casa editrice di giochi da tavolo, entrambe aziende tedesche, prendono il proprio nome dalla fiaba.